# ميتوموماب
ميتوموماب هو جسم مضاد وحيد النسيلة فأري تجرى عليه التجارب السريرية لاستخدامه في علاج سرطانة خلية الرئة الصغيرة، حيث يستخدم مع لقاح بي سي جي الذي يستهدف الجهاز المناعي بينما يستهدف ميتوموماب الخلايا السرطانية. اكتملت المرحلة الثالثة من التجارب السريرية في تموز 2012.